# Mobile Suit Gundam SEED
Mobile Suit Gundam SEED (яп. 機動戦士ガンダムＳＥＥＤ кидо: сэнси гандаму си:д) — аниме-сериал, выходивший в Японии в 2002—2003 годах, и являющийся частью серии Gundam, состоит из 50 серий. Также по мотивам этого сериала было снято два OVA: MSV Astray и The Rumbling Sky.
Mobile Suit Gundam SEED — первый сериал серии Gundam, действие которого происходит в Космической Эре.
Согласно опросу, проведенному в 2007 году Агентством по делам культуры, занимает 39-е место среди лучших аниме всех времен.

## История
5 октября 2002 года на телеканале Tokyo Broadcasting System началась трансляция аниме «Mobile Suit Gundam SEED»
В 2004 году аниме получило награду «Tokyo Anime Awards» в номинации лучшее аниме года.
1 марта 2004 года состоялся премьерный показ первой серии OVA «MSV Astray», созданного по мотивам сериала, а 22 октября 2004 года было выпущено второе OVA «The Rumbling Sky», так же по мотивам аниме-сериала.

## Сюжет
Человечество нашло способ усовершенствования организма на генном уровне, позволяющий сделать людей намного быстрее, сильнее и умнее. Такие люди никогда не болеют, они очень выносливы, их способности и обучаемость поражают воображение — они стали почти совершенством, и получили название «Координаторы». Но далеко не всем в обществе пришлись по нраву подобные нововведения: многие Натуральные (люди с неизмененным геномом, получившие свои способности от природы) выступили против Координаторов, города захлестнула волна терроризма. Из-за постоянных столкновений, Координаторы были вынуждены покинуть Землю, и переселиться в космическую колонию — ПЛАНТ (англ. PLANT).
Сюжет берёт начало на нейтральной колонии Гелиополис, в которой на самом деле Земной Альянс проводит совершенно секретные военные разработки оружия нового поколения — роботов гандам (англ. GUNDAM). Вооружённые силы колониального альянса ЗАФТ (англ. ZAFT), состоящие из Координаторов, атакуют Гелиополис и похищает 4 из 5 разработанных гандамов. Во время сражения простой гражданский — Кира Ямато, берёт управление одним из гандамов на себя, пытаясь защитить Гелиополис, и неожиданно обнаруживает, что один из пилотов, атакующих город, — друг его детства Асуран Зара. Будучи сам Координатором, Кира мастерски справляется со сложным управлением робота, и, по стечению обстоятельств, вынужден стать солдатом Земного Альянса. Теперь ему предстоит убивать, чтобы выжить самому и защитить своих друзей. Так начинается война между ЗАФТом и Земным Альянсом, между двумя лучшими друзьями — Асураном и Кирой, оказавшимися по разные стороны баррикад.

## Список персонажей

### Земной Альянс
Кира Ямато (яп. キラ・ヤマト Кира Ямато) — Координатор, Совершенный Координатор. Главный персонаж аниме. Гражданин Гелиополиса, брат Кагалли. Во время нападения на Гелиополис садится в один из Гандамов и принимает участие в сражении. В бою он обнаруживает, что один из пилотов атакующих город — друг его детства Асуран Зара. Он и Асуран сошлись в смертельном поединке, в котором Асуран использовал систему самоуничтожения своего доспеха, чтобы уничтожить Киру, но тот выжил и был доставлен на ПЛАНТ к Лакс Кляйн (с которой у него появились отношения). Кира не придаёт значения различию между Координаторами и Натуральными и сражается на стороне тех, кого любит, за то, чтобы прекратить бессмысленную войну. После войны он, Лакс, Кагалли и Асуран жили вместе в колонии «Орб»..
Сэйю: Соитиро Хоси
Марью Рамиус (яп. マリュー・ラミアス Марю Рамиасу) — Натуральная. Изначально — офицер Вооружённых Сил Земного Альянса, капитан 2-го Сектора, 5-й Отдельный Дивизион, позже — капитан корабля «Архангел», состояла в отношениях с капитаном Му Ла Флагой.
Сэйю: Котоно Мицуиси
Наталья Баджирова (яп. ナタル・バジルール Натару Бадзиру:ру) — Натуральная. Лейтенант 2-го Сектора, 5-го Отдельного Дивизиона, позже — капитан корабля «Доминион». Погибает во время битвы с кораблём «Архангел».
Толле Кёниг (яп. トール・ケーニヒ То:ру Кэ:нихи) — Натуральный. Не военный. Гражданин Гелиополиса. Был помощником на корабле, затем пилотом истребителя «FX-550 — Скай Граспер», в котором и погиб в бою с Асураном Зарой. Состоял в отношениях с Мириаллией Хоу.
Мириаллия Хоу (яп. ミリアリア・ハウ Мириариа Хау) — Натуральная. Не военная. Гражданка Гелиополиса. Помощница на корабле, состояла в отношениях с Толле Кёнигом.
Флей Ольстер (яп. フレイ・アルスター Фурэй Арусуто) — Натуральная. Не военная. Гражданка Гелиополиса. Помощница на корабле, состояла в отношениях с Кирой Ямато, была помолвлена с Саием Аргайлом, убита Раулем Ле Крезом.
Му Ла Фрага — офицер Вооружённых Сил Земного Альянса, пилот Мобильной брони «Мебиус Зеро», затем «Скай Граспера» и гандама «Страйк». Погиб в последней битве, защитив «Архангел».
Каззи Баскирк
Саи Аргайл

### ЗАФТ
Асуран Зара (яп. アスラン・ザラ Асуран Дзара, Координатор) — Друг детства Киры Ямато, вместе обучались на одной военной базе, оба ненавидят войну. После уничтожения колонии Юниус 7 Натуралальными, вступил в ЗАФТ и был приписан к команде Ле Крезе. Впоследствии примкнул к Кире и его друзьям, чтобы бороться против войны.
Сэйю: Акира Исида
Харо (ハロ) — роботы, созданные Асураном Зарой. Выглядят как разноцветные мячики, обладают не слишком большим словарным запасом, умеют петь. Владелец Лакс Кляйн.
Тори (とり) —  робот, созданный Асураном Зарой. Это птица зелёного цвета, была подарена Кире, когда Асуран переехал жить на ПЛАНТы.
Лакс Кляйн (ラクス・クライン, Ракусу Курайн) — Координатор, капитан корабля «Этернал», лидер фракции Кляйн, певица, бывшая невеста Асурана Зары. Девушка из высших слоев общества. Её отец, Зигель Кляйн, боролся за мир во всём мире. Она его преданная последовательница, имеет большое влияние на всех Координаторов в ПЛАНТ, но, по ряду обстоятельств, была объявлена предателем Верховным Советом ПЛАНТа. Позже у неё завязались отношения с Кирой Ямато.
Сэйю: Риэ Танака
Эндрю Вальдфельд (яп. アンドリュー・ワルトフェルド Андорю: Барутофэрудо, Координатор) — «Тигр Пустыни». Командир Земного подразделения сил ЗАФТ на корабле «Лесепс». Впоследствии присоединился к фракции Кляйн и «союзу трёх кораблей».
Патрик Зара (яп. パトリック・ザラ Паторикку Дзара, Координатор) — Отец Асурана и Верховный председатель ПЛАНТа. Был убит своим подчинённым из-за несогласия во взглядах на ведение боевых действий.
Рауль Ле Крезе — командующий особого подразделения ЗАФТ, носит маску, скрывающую лицо. Один из неудачных клонов Му Ла Фраги.
Николь Амарфи — солдат ЗАФТ, пилот гандама «Блиц». Погибает при попытке защитить подбитого Асурана от Киры.
Исаак Жюль — солдат ЗАФТ, пилот гандама «Дуэль». Вспыльчивый, мечтает расквитаться с пилотом Страйка.
Деарка Эльсман — солдат ЗАФТ, пилот гандама «Бастер». Лучший друг Исаака. Был захвачен в плен Архангелом. Несмотря на то, что в итоге его отпустили, он встал на защиту Архангела, и присоединился к «союзу трёх кораблей».
Расти Маккензи
Мигель Айман

### ОРБ
Кагалли Юла Асха (яп. カガリ・ユラ・アスハ Кагари Юра Асуха, Натуральная, протестантка) — сестра Киры Ямато, «принцесса Орба». Состоит в отношениях с Асураном Зарой. Впервые встретила Киру в Гелиополисе, ещё не зная о том, что он её брат. Вторая их встреча произошла на земле, в пустыне. И только тогда, когда происходила эвакуация Орба, её отец Удзуми Нара Асха рассказал ей правду о том, что у неё есть брат, и что он не её настоящий отец. После гибели её «отца» она возглавила Орб.
Сэйю: Наоми Синдо
Удзуми Нара Асха (яп. ウズミ・ナラ・アスハ Удзуми Нара Асуха, Натуральный) — отчим Кагалли, возглавляет Совет Орб. Истинный лидер, всегда строго следовавший идеалам своей страны. Погиб при уничтожении штаба Орб, добровольно оставшись на Земле и отправив Кагалли вместе с оставшимися силами Орба в космос.

## Корабли
- Союз Трёх Кораблей:

Этернал (Eternal) — корабль ЗАФТ.
Архангел (Archangel)— корабль Земного Альянса.
Кусанаги (Kusanagi) — корабль Орб.
- Лесепс (Lesseps) — наземный корабль Эндрю Вальдфельда, позже присоединяется к союзу трёх кораблей.
- Доминион (Dominion) — второй корабль Земного Альянса класса «Архангел». Отправлен на охоту за Архангелом под командованием майора Баджировой. Уничтожен Архангелом.

## Музыка
К аниме было выпущено 4 альбома с саундтреками, музыку к которым написал Тосихико Сахаси.
- Открывающие композиции:

Первая — «Invoke», исполнил T.M.Revolution.
Вторую исполнили китайская певица Вивиан Сюй и Кадзума Эндо.
Третья и четвёртая — «Believe» и «Realize», исполнила Нами Тамаки.
- Закрывающие композиции:

Первая — «Anna ni Issho Datta no ni» исполнила группа See-Saw.
Вторая — «River», исполнил Тацуя Исии.
Третья — «FIND THE WAY» исполнила Накасима Мика.
Также выделились песни «Mizu no Akashi» и «Sizukana yoru ni» в исполнении Риэ Танаки, в аниме эти песни поёт Лакс Кляйн.